# Power Macintosh 8200
A Power Macintosh 8200 számítógépet az Apple gyártotta és forgalmazta 1996. április 22. és 1996. szeptember 19. között. A Power Macintosh 8200 a Power Macintosh számítógép-családba tartozott. A Power Macintosht szokás Power Mac-ként vagy PM-ként említeni szóban és írásban, az Apple hivatalosan az első G4-es Power Macnél használta a Power Mac megnevezést.
A Power Macintosh 8200 összes technikai paramétere megegyezett a vele egy napon bemutatott Power Macintosh 7200-zal. De amíg a PM 7200 fekvő-házas gép volt, a PM 8200 álló-házas.

## Power Macintosh 8200 verziók
- 1996. április 22. 8200/100
- 1996. április 22. 8200/120

## A Power Macintosh 8200 technikai leírása
A álló házas gép súlya 11,3 kg, magassága 356 mm, szélessége 196 mm és mélysége 400 mm volt. A számítógépet 100 MHz-es PowerPC 601 processzor vezérelte (L1 cache: 32kB, L2 cache: 256k (opc.)), a rendszerbusz 40 MHz-en működött. Az adatokat a 700 MB, 1 GB SCSI belső merevlemezre lehetett elmenteni. Külső adattárolási lehetőséget az 1,44 MB kapacitású hajlékonylemez meghajtó és 4x CD-ROM kínált. A gépet System 7.5.3 operációs rendszerrel szállították. A négy memória helyre az alapkonfigurációban 8 MB, 16 MB (70 ns) memóriát ültettek, maximálisan 512 MB kezelésére volt képes a gép a gyári specifikáció szerint. A számítógépnek nem volt saját kijelzője. A videó-kimeneten át 832x624 képpont felbontású jelet adott ki. A kép megjelenítést 1 MB (maximum: 4 MB) videó-memória támogatta. A gép két portot – AAUI és 10Base-T – kínált Ethernet csatlakozáshoz és nem volt beépített modeme. A gépnek a következő csatlakozói voltak: egy ADB,  egy DB-25 SCSI-hoz, két Geoport, és egy mikrofon (Plain Talk). A gép bővíthetőségét szolgálta egy LC PDS bővítőhely. Külső SCSI eszköz (merevlemez) csatlakoztatására is volt lehetőség.

## Technikai adatok táblázatban
A táblázat nem tartalmazza az összes műszaki paramétert. Az egyes modelleknél a bemutatáskor érvényes adatokat soroljuk fel, a későbbi frissítéseket nem. Az adatok az Apple adatlapjáról származnak, a hiányzó adatok – egyes gépeknél a kivezetés időpontja, az összes kijelző adat, üzemóra adat... – az Everymac.com oldalról és a Mactracker alkalmazásból valók.
| Gép nevebemutatva kivezetveoperációs rendszer      | Méretmagasság szélesség mélység súly | Processzorprocesszor @órajel L1 és L2 cacherendszerbusz   | Memóriaalap max. @sebességhely, típus                 | Háttértármerevlemezkülső adathordozó | Kijelzőmérete felbontása (képpont)           | Grafikavideókártyamemória (max.) VRAM típus | Csatlakozók, bővíthetőségEthernetmodembelső bővítőhelyegyéb |
| -------------------------------------------------- | ------------------------------------ | --------------------------------------------------------- | ----------------------------------------------------- | ------------------------------------ | -------------------------------------------- | ------------------------------------------- | ----------------------------------------------------------- |
| PM 82001996. ápr. 22. 1996. szept. 19.System 7.5.3 | 356x196x400 mm 11,3 kg álló házas    | PowerPC 601 @100 MHz L1: 32kB L2:256k (opc.)Busz: @40 MHz | 8 MB, 16 MB max: 512 MB @70 nsnégy hely, 168-pin DIMM | 700 MB, 1 GB (SCSI)4x CD-ROM         | nincs kijelző.Videókimenet: 832x624 képpont. | nincs1 MB / 4 MB 1 MB VRAM DIMM             | Ethernet: AAUI és 10Base-T–három PCI                        |

## Power Macintosh számítógépek az időben
| A Power Macintosh számítógépek idővonalon |
| --- |
| |
| A színek kezdete a bemutató időpontja, a forgalmazás több esetben is hónapokkal később kezdődött. Megeshet, hogy egy csík végét kitakarja egy másik csík eleje. Előfordul, hogy a gyártás befejezését követően még egy ideig forgalomban marad a gép adott verziója. A 6100/66 géppel kezdődő sorok az asztali, fekvő Power Macintoshok, a 8100/80 géppel kezdődő sorok az álló Power Macintosok, a kis álló házat szürke csík jelöli. Az 5200/75 LC géppel kezdődő sorok a kijelzővel egybeépített Power Macintoshok. Az Apple adatlapokon nem szereplő adatok forrása az EveryMac. |

## Fordítás
Ez a szócikk részben vagy egészben  a   Power Macintosh 8200 című francia Wikipédia-szócikk ezen változatának fordításán alapul.  Az eredeti cikk szerkesztőit annak laptörténete sorolja fel. Ez a jelzés csupán a megfogalmazás eredetét és a szerzői jogokat jelzi, nem szolgál a cikkben szereplő információk forrásmegjelöléseként.